# Fritillaria olivieri
Fritillaria olivieri är en liljeväxtart som beskrevs av John Gilbert Baker. Fritillaria olivieri ingår i Klockliljesläktet och i familjen liljeväxter. Inga underarter finns listade.